# Список фильмов, объявленных государственным достоянием Азербайджана
Список фильмов, объявленных государственным достоянием Азербайджана подготовлен в соответствии с документом, утвержденным постановлением № 211 Кабинета Министров Азербайджанской Республики от 7 мая 2019 года.

## Список
Фильмы, объявленные государственными достоянием в Азербайджанской Республике.:
1. Севиль (фильм, 1929);
2. Лятиф (фильм, 1930);
3. Исмет (фильм, 1934);
4. У самого синего моря (фильм, 1935);
5. Алмас (фильм, 1936);
6. Бакинцы (фильм, 1938);
7. Крестьяне (фильм, 1939);
8. Сабухи (фильм, 1941);
9. Одна семья (фильм, 1943);
10. Аршин мал алан (фильм, 1945);
11. Встреча (фильм, 1955).

## Информация о фильмах
| №  | Название                           | Афиша | Заметки |
| -- | ---------------------------------- | ----- | --- |
| 1  | Севиль (фильм, 1929)               |       | - Фильм создан по мотивам одноимённой пьесы Джафара Джаббарлы. - Несмотря на то, что Иззет Оруджева не актриса, этот фильм является первой работой её в кино. Также Иззет Оруджева является одной из первых национальных киноактрис Азербайджана. - Фильм является первым шагом кинематографиста Аскера Измайлова. |
| 2  | Лятиф (фильм, 1930)                | —     | - Фильм является первой самостоятельной работой режиссёра Микаила Микаилова в кино. - В 2001 году композитор Салман Гамбаров написал музыку к фильму. - Фильм является первым фильмом в истории азербайджанского кино, где главный герой — ребёнок. |
| 3  | Исмет (фильм, 1934)                |       | - Фильм посвящен Лейле Мамедбековой, первой азербайджанской женщине-пилоту. - Сария Халилова, член клуба Али Байрамова и активистка среди женщин, была зверски убита своим братом и отцом в 1933 году. Исмет — прототип Сарии. - В фильме широко используются декорации. За время съемок было поставлено 27 декораций. |
| 4  | У самого синего моря (фильм, 1935) |       | - Фильм является первой работой Мирзы Мустафаева в кино как в качестве оператора, так и в качестве оператора постановочных сцен. - Это первый азербайджанский звуковой фильм. Также фильм является первым советским фильмом со звуком. Звук был написан по системе русского ученого и изобретателя, инженера Павла Тагера. - Этот фильм включен в упомянутый список I из 12 лучших произведений мирового кинематографа всех времен (в историческом развитии как кинематографии) Бернара Эйзеншица (Франция). При этом фильм вошел в III список (как рядовой зритель) Наума Клеймана (Россия) как 12 лучших работ всех времен. - По опросу, проведенному среди наиболее влиятельных кинокритиков по случаю 100-летия мирового кино, этот фильм вошел в список 12 лучших произведений мирового кино. Так, журнал «Киноведческие заметки» (заметки киновед) — важнейшая книга всех времен для историков кино, критиков, теоретиков и киноведов разных стран, предлагает выявить 12 лучших фильмов. Было 3 номинации: 12 фильмов, сыгравших роль в развитии кино как вида искусства (с точки зрения историка) 12 фильмов, актуальных и ценных для современной кинокультуры (с точки зрения критика) 12 фильмов, которые понравились лично вам (с точки зрения зрителя). Кинокритик Наум Клейман (Россия) и теоретик кино Бернар Эйзеншиц (Франция) также включили в ответы на вопросы анкеты название фильма «У самого синего моря».                                                         |
| 5  | Алмас (фильм, 1936)                | —     | - Сам Джафар Джаббарлы должен был снять этот фильм. Он даже завершил всю подготовительную работу, связанную со съемками фильма. Но внезапная смерть прервала его работу. - «Алмас» был последним немым фильмом Азербайджанского кинематографа. Актёры здесь не разговаривают. Диалоги даны через письма. Только музыка сопровождает события в фильме. |
| 6  | Бакинцы (фильм, 1938)              |       | - Фильм посвящен революционным событиям, происходившим в Баку в 1905 году, борьбе за свержение царского абсолютизма. - Главные роли исполняют Рза Афганлы, Николай Шульгин, О. Кутырева, Борис Байков, Васо Годзиашвили и В. Багратуни. |
| 7  | Крестьяне (фильм, 1939)            |       | - Фильм является первой и последней самостоятельной работой режиссёра Самеда Марданова в художественном кино. - Фильм является первой работой актёра Исмаила Османлы в кино. - Фильм является первой работой актёра Мамедрзы Шейхзаманова в кино. |
| 8  | Сабухи (фильм, 1941)               |       | - Фильм является первой киноработой композитора Тофика Кулиева. - Фильм является первой киноработой режиссёра Рзы Тахмасиба. |
| 9  | Одна семья (фильм, 1943)           |       | - Фильм состоит из трех новелл, связанных единой сюжетной линией. - Этот фильм был запрещен до 1953 года. Одной из основных причин запрета фильма была неприязнь Сталина к фильму. По его словам, здесь слабо отражена борьба советского народа с немецкими захватчиками. - Фильм является первой киноработой композитора Кара Караева. - Кинематолог Айдын Кязымзаде в книге «Азербайджанские кинематографисты» упомянул интересный факт о фильме: во время съемок в одной из сцен должен был быть заснят взрыв танка. По просьбе Григория Александрова и Любовь Орловой на площадь приводится танк воинской части. Режиссёрам сообщают, что после съемок танк отправят в воинскую часть. Взрыв пришлось инсценировать, а сцену пришлось снимать четырьмя камерами с разных точек. Но танк действительно взрывается. Срабатывает сигнализация, и солдаты, находящиеся поблизости, прибывают на звук взрыва. В мгновение ока съемочная площадка окружена. В момент взрыва три из четырёх камер не работали. Потому что шокированные взрывом операторы не смогли запустить камеру. Только оператор Леонид Корецкий не растерялся и продолжил съемку. Таким образом, танк, предназначенный для отправки на фронт, был уничтожен. - 1 марта 2018 года в Киноцентре Низами состоялась презентация отреставрированной версии фильма по случаю 110-летия со дня рождения Мира Джалала и 100-летия Кара Караева.                                                                                |
| 10 | Аршин мал алан (фильм, 1945)       |       | - Хотя фильм и был включен в план киностудии на 1941 год, съемки были отложены в связи с началом Великой Отечественной войны. - Музыкальный фильм был показан по мотивам одноимённой оперетты азербайджанского композитора Узеира Гаджибекова. - Только в 1945 году этот фильм (после его выхода) посмотрело 16,27 млн зрителей. Он стал лидером проката, заняв 8-е место. (Каталог художественных фильмов Домашней синематики. М., 1966). - В результате социологических исследований, проведенных по случаю 100-летия отечественного кино, из числа советских фильмов, оказавших значительное влияние на развитие советского кинематографа, и зарубежных фильмов, которые демонстрировались на советском кино, были отобраны «100 любимых фильмов». Экран на долгие годы. Эти фильмы разделены на три части — Золотой, Серебряный и Бронзовый списки. Кинокомедия «Аршин мал алан» 1945 года по единодушному мнению известных киноведов включена в «Золотой список». - В советское время фильм был показан в 136 странах мира и переведен на 86 языков. - Министерство культуры и туризма при финансовой поддержке Международного банка привезло в нашу страну копию фильма «Аршин мал алан» из Московского кинофонда и организовало его реставрацию на азербайджанском языке. 16 мая 2006 г. фильм был впервые показан к его 60-летию. - Фильм отреставрирован и окрашен в 2013 году по инициативе Фонда Гейдара Алиева, при поддержке AtaHolding и организации компании «Peachline». |
| 11 | Встреча (фильм, 1955)              |       | - Хотя фильм и был включен в план киностудии на 1941 год, съемки были отложены в связи с началом Великой Отечественной войны. - Это первая самостоятельная работа режиссёра Тофика Тагизаде в кино. - Фильм является первой киноработой актёра Алиаги Агаева. - Фильм является первой киноработой актрисы Барат Шекинской. - Фильм является первой киноработой актёра Джейхуна Мирзоева. |